# Boali
Boali é uma cidade localizada no centro-oeste da República Centro-Africana, na prefeitura de Ombella-M'Poko.
Situada a cerca de 100 km da capital, Bangui, Boali é conhecida principalmente por suas cachoeiras, um dos principais pontos turísticos do país. As Quedas de Boali têm aproximadamente 50 metros de altura e 250 metros de largura, formadas pelo rio Mbali, e são um destino popular para visitantes nacionais e internacionais. A cidade também abriga uma hidrelétrica, que fornece energia para Bangui e áreas vizinhas, destacando-se como um importante centro de produção de energia no país.